# Bendita seas
Bendita seas es una película en blanco y negro de Argentina dirigida por Luis Mottura sobre el guion de Eliseo Montaine y María Luz Regás sobre una obra teatral de Alberto Novión que se estrenó el 8 de marzo de 1956 y que tuvo como protagonistas a Mecha Ortiz, Enrique Serrano, Guillermo Battaglia y Domingo Alzugaray.

## Sinopsis
Una mujer no puede decirle a uno de sus hijos que es su madre.

## Reparto
- Mecha Ortiz …Doña María
- Enrique Serrano …Aniceto
- Guillermo Battaglia …Francisco Argüelles
- Domingo Alzugaray …Enrique
- Luis Medina Castro …Javier
- José de Ángelis …Don Pedro
- Hilda Rey …Julia
- Adolfo Linvel
- Antonia Herrero	 ...	Sra. de Arguello
- Héctor Palacios	 ...	El cantor
- Aurelia Ferrer	 ...	Juanita

## Comentarios
La Nación opinó:

”Sus rasgos cinematográficos sufren en su técnica la influencia del teatro, pero el argumento llega al público a través de una limpia sencillez llamativa…El sufrimiento de la protagonista es motivo uniforme del film.”